# Vandraren (dikt)
"Vandraren" är en fornengelsk elegisk dikt av okänd författare som förmodligen tillkom under 800-talet. 
Vandraren är en övergiven ensam krigares klagan över att hans älskade herre är död, medan han på jakt efter en ny herre rör sig i ett kyligt vinterlandskap med hav som har frusit till is och hus som vinden har gjort till ruiner. Klagan vidgar sig till en allmän klagan över alltings förgänglighet, inför vilken den ensamme mannen dock känner resignation, och insikten om jordelivets förgänglighet kontrasteras mot löftet om himmelriket. När dikten når sitt klimax reflekterar vandraren över allt som han har förlorat, men i konfrontationen med allt det övergående når han insikt om vad som verkligen är beständigt.
Diktens naturskildringar, i synnerhet av havet, har haft stor påverkan på senare anglosaxisk och i synnerhet engelsk litteratur. Dikten ingår i Exeterboken.